# Quận Orange, North Carolina
Quận Orange là một quận nằm ở tiểu bang Bắc Carolina. Dân số năm 2008 là 126.532 người tăng 9% từ năm 2001. Quận lỵ đóng ở Hillsborough.6 Quận có Đại học North Carolina tại Chapel Hill.
Quận được lập ngày năm 1752 from từ một số khu vực của quận Bladen, quận Granville, và quận Johnston. Quận được đặt tên theo William V of Orange.

## Địa lý
Theo Cục điều tra dân số Hoa Kỳ, quận có tổng diện tích 401 dặm Anh vuông (1.040 km²), trong đó, 400 dặm Anh vuông (1.036 km²) là diện tích đất và 1 dặm Anh vuông (4 km²) trong tổng diện tích (0,34%) là diện tích mặt nước.

### Các thị trấn
Quận được chia thành 7 xã: Bingham, Cedar Grove, Chapel Hill, Cheeks, Eno, Hillsborough, và Little River.

### Các quận giáp ranh
- Quận Person, Bắc Carolina - Đông bắc
- Quận Durham, Bắc Carolina - Đông
- Quận Chatham, Bắc Carolina - Nam
- Quận Alamance, Bắc Carolina - Tây
- Quận Caswell, Bắc Carolina - Tây bắc

## Thông tin nhân khẩu
Quận có 126.532 người và 45.863 hộ với số người bình quân mỗi hộ là 2,35 người. Cơ cấu chủng tộc của dân cư sinh sống tại quận này gồm 76,2% người da trắng, 13% người da đen hoặc người Mỹ gốc Phi, 0,4% người thổ dân châu Mỹ hay người bản xứ Alaska, 5,7% người gốc châu Á, 2,8% từ các chủng tộc khác, và 1,9% từ hai hay nhiều chủng tộc. 6% dân số là người Hispanic hoặc người Latin thuộc bất cứ chủng tộc nào.
Năm 2001, quận có 49.369 hộ trong đó có 29,1% có con cái dưới tuổi 18 sống chung với họ, 46,5% là những cặp kết hôn sinh sống với nhau, 10,4% có một chủ hộ là nữ không có chồng sống cùng, và 39,8% là không gia đình. Quy mô trung bình của hộ là 2,34 còn quy mô trung bình của gia đình là 2,88,
Cơ cấu độ tuổi dân cư quận này như sau 20,30% dưới độ tuổi 18, 21,00% từ 18 đến 24, 29,90% từ 25 đến 44, 20,40% từ 45 đến 64, và 8,40% người có độ tuổi 65 tuổi hay già hơn. Độ tuổi trung bình là 30 tuổi. Cứ mỗi 100 nữ giới thì có 90,10 nam giới. Cứ mỗi 100 nữ giới có độ tuổi 18 và lớn hơn thì, có 86,70 nam giới.
Thu nhập bình quân của một hộ ở quận này là $42.372, và thu nhập bình quân của một gia đình ở quận này là $59,874, Nam giới có thu nhập bình quân $39.298 so với mức thu nhập $31,328 đối với nữ giới. Thu nhập bình quân đầu người của quận là $24.873, Khoảng 6,20% gia đình và 14,10% dân số sống dưới ngưỡng nghèo, bao gồm 9,00% những người có độ tuổi 18 và 7,40% là những người 65 tuổi hoặc già hơn. 

### Các thành phố và thị trấn
Quận có các đô thị sau: Carrboro, Chapel Hill, và Hillsborough.

### Các cộng đồng không hợp nhất
- Blackwood
- Buckhorn (hay còn gọi là Cheeks Crossroads)
- Caldwell
- Calvander
- Carr
- Cedar Grove
- Dodsons Crossroads
- Dogwood Acres
- Efland
- Eno
- Eubanks
- Fairview
- Hurdle Mills
- Laws
- McDade
- Miles
- Oaks
- Orange Grove
- Piney Grove
- Rougemont
- Schley
- Teer
- University (formerly known as Glenn)
- White Cross

## Cư dân nổi bật
- K.A. Applegate, tác gia
- Thomas Samuel Ashe, nghị sĩ[1]
- Lewis Black, diễn viên hài
- Fred Brooks, nhà tiên phong khoa học máy tính
- Cam Cameron, huấn luyện viên
- Spencer Chamberlain, nhạc sĩ
- Elizabeth Cotten, ca sĩ